# エドワード・ラッセル (初代オーフォード伯爵)

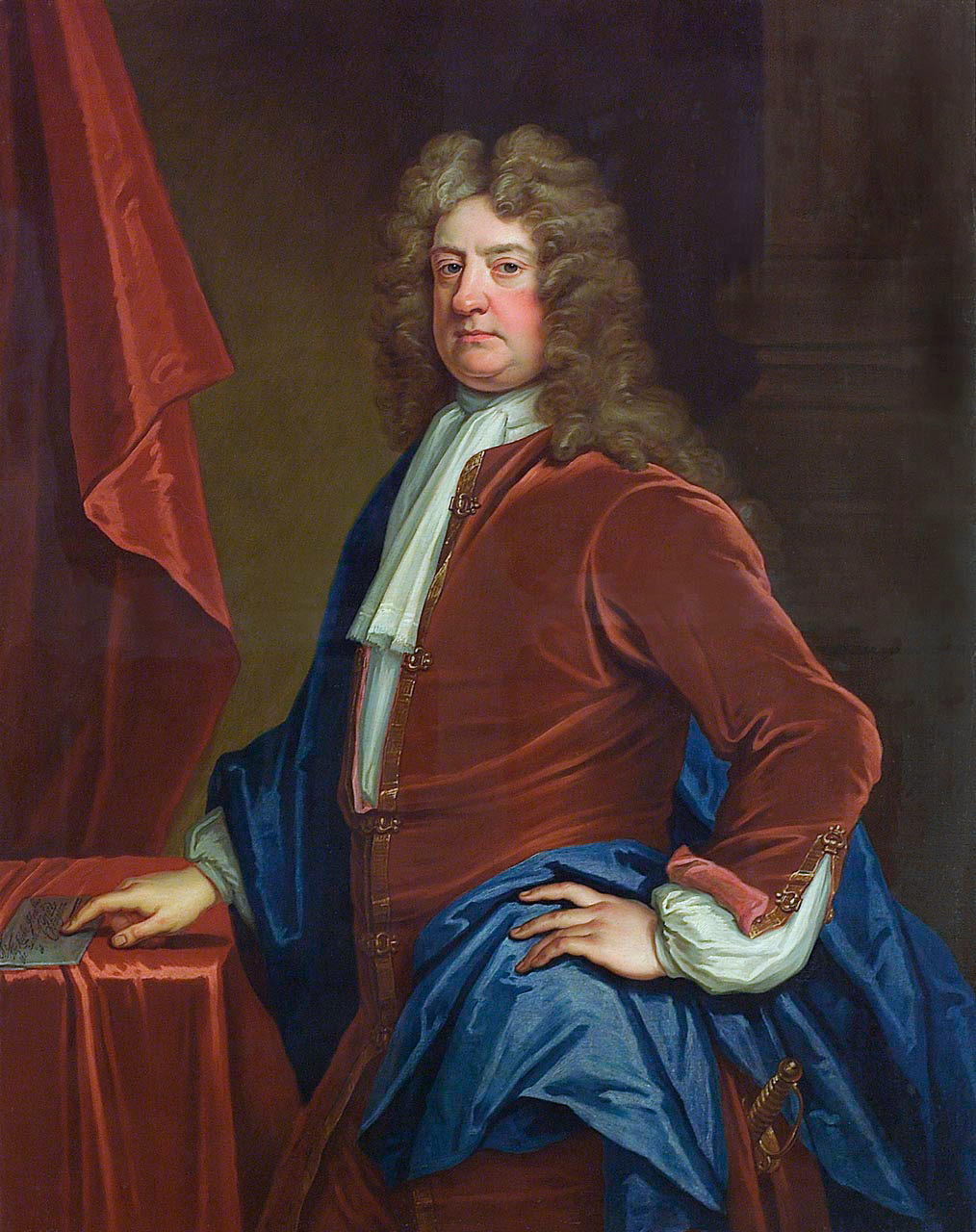
オーフォード伯エドワード・ラッセル

初代オーフォード伯爵エドワード・ラッセル（Edward Russell, Earl of Orford, PC, 1653年 - 1727年11月26日）は、イギリスの貴族・軍人。イギリス海軍に所属して多くの戦功を重ねた。

## 生涯
1653年、ベッドフォード伯フランシス・ラッセルの末子エドワード・ラッセルの息子として生まれた。ベッドフォード伯で後のベッドフォード公ウィリアム・ラッセルは伯父に当たり、従姉でウィリアムの娘マーガレットと結婚したが、子供は生まれなかった。
海軍に入隊して1671年に中尉となり、1672年に大尉に昇進、同年から1673年の英蘭戦争でイングランド艦隊に乗り込みオランダ海軍と戦い、1676年から1682年までジョン・ナーボローの艦隊に属して地中海の海賊征伐に努めた。しかし、翌1683年に従兄で妻の兄のラッセル卿ウィリアム・ラッセルがライハウス陰謀事件で首謀者として処刑されたことを不満として辞職、伯父と共にオランダ総督ウィレム3世（後のウィリアム3世）に接近していった。
1688年、シュルーズベリー伯チャールズ・タルボット、デヴォンシャー伯ウィリアム・キャヴェンディッシュ、ダンビー伯トマス・オズボーン、ラムリー男爵リチャード・ラムリー、ロンドン主教ヘンリー・コンプトン、ヘンリー・シドニーら6人の貴族と共にウィレム3世に招聘状を送った後にオランダへ渡り、11月にオランダ軍に加わりジェームズ2世を追放（名誉革命）、翌1689年にウィリアム3世・メアリー2世夫妻が即位すると恩賞として海軍財務長官に任じられ政権に入った。伯父も枢密院議員となりラッセル卿の名誉が回復され、後にベッドフォード公爵に叙爵されるなどラッセル家は名誉革命を機に栄達を遂げていった。
大同盟戦争では海軍を指揮してフランス海軍と戦い、1690年にトリントン伯アーサー・ハーバートから海軍の指揮を引き継ぎ海軍提督に任命されてから海軍の建造に努め、1692年のバルフルール岬とラ・オーグの海戦でトゥールヴィル伯アンヌ・イラリオン・ド・コタンタンが率いるフランス海軍に大勝、フランス軍のイングランド侵攻を阻止した。戦後、国務大臣のノッティンガム伯ダニエル・フィンチと衝突して海軍の指揮を外されたが、1693年にラゴスの海戦でイングランド船団が壊滅すると、ノッティンガムが更迭され海軍提督に復帰、翌1694年にホイッグ党政権が出来上がると海軍卿に任命され閣僚の1人に選ばれ、ホイッグ党の中でもジャントーと呼ばれるグループの一員として台頭した。
1694年から1695年まで地中海に向かいカディスを占領、スペイン遠征に向かったフランス陸軍と海軍を牽制した。帰国後はジョージ・ルークに海軍の指揮を交代、1696年のウィリアム3世暗殺未遂事件の関与が疑われたが潔白が証明され、1697年からウィリアム3世不在のイングランドを任されるようになりオーフォード伯爵、バーフラー子爵、シドニー男爵に叙爵されたが、1699年に海軍卿を辞任した。
辞任後はスペイン王位継承問題で議会に相談せずウィリアム3世及び少数の側近と共に内密に取り組んだことをトーリー党政権から非難され、1701年に弾劾裁判が行われたが無罪となり、1706年にイングランドとスコットランド合同の交渉委員の1人に選ばれ条約を調印、1709年にホイッグ党政権により海軍卿に再任されたが1710年にトーリー党が与党の座を奪還すると辞任、1714年にハノーヴァー朝のジョージ1世が即位してホイッグ党が政権を奪うと3度目の海軍卿に任じられた。1717年に辞任して引退、1727年に74歳で亡くなった。爵位は全て消滅したが、オーフォード伯位は1742年にロバート・ウォルポールがジョージ1世に与えられ復活することになる。
1689年からケンブリッジシャーのチッペンハムを所有、屋敷を改装して亡くなるまで庭園拡張に取り組み、庭園はチッペンハム・パークとして現存している。